# Leucius Charinus
Der Name Leucius Charinus, altgriechisch Λευκιος Χαρινος Leukios Charinos, taucht mehrfach in verschiedenen alten Schriften auf. Er wird vor allem als Verfasser der Johannesakten genannt, gilt aber einigen der alten Autoren auch als Verfasser der übrigen vier apokryphen Apostelakten, die zusammen als die manichäischen Apostelakten bekannt sind.
Die Apostelakten sind nach Photius (bibl. cod. 114) ein Leucius zugeschriebenes Textcorpus von fünf apokryphen Schriften, bestehend aus den Andreasakten, Johannesakten, Paulusakten, Petrusakten und Thomasakten. Ebenso schreibt Augustinus und Euodius von Uzalis über diese Sammlung des Leucius. Diese fünf Schriften gehen jedoch nicht auf einen einzigen Verfasser zurück, sondern haben jeweils unterschiedliche Verfasser und erfuhren diese Zuschreibung nachträglich.
Epiphanios von Salamis schreibt in haereses 47,1, dass Charinus ein Mann aus der Umgebung des Apostels Johannes gewesen sei, der zusammen mit Johannes schon vor der Abfassung des Johannesevangeliums gegen Irrlehren vorgegangen sei. Jedoch zeigt Theodor Zahn, dass diese Informationen aus den Johannesakten stammen, die Epiphanius als historische Quelle ansah und unkritisch heranzog. Leider ist nun gerade die Einleitung der Johannesakten und damit die Erklärung der Jüngerschaft und Verfasserschaft des Leucius nicht im Original erhalten, jedoch berichten mehrere Quellen unabhängig über diese Zuschreibung. Zahn bemerkt, dass von dem angeblichen Schüler des Johannes vor der konstantinischen Wende nirgendwo die Rede ist.
Pseudo-Melito von Sardes berichtet, Leucius sei ein Schüler der Apostel gewesen, besonders des Johannes, der mit den Aposteln Umgang gehabt haben soll, aber vom rechten Weg abgekommen sei. Leucius habe viel von den Aposteln berichtet, ihnen aber falsche Lehren untergeschoben. Der Name wurde später in Misskredit gebracht, weil er als Gewährsmann der Manichäer gilt.
Die Höllenfahrt Christi berichtet von dem greisen Simeon, der Jesus als Knabe in seine Arme nahm. Simeon hatte nach dieser Schrift in den lateinischen Fassungen zwei Söhne mit den Namen Karinus und Leucius, was vermutlich auf Leucius Charinus zurückzuführen ist.
Das Pseudo-Matthäus-Evangelium nennt im Prolog der Textfassung A einen Manichäer Leucius, dessen Schüler „die Apostelakten in verfälschter Manier dargestellt hat“.
Das Decretum Gelasianum erwähnt Libri omnes quos fecit Leucius discipulus diabuli („Alle Bücher die Leucius machte, der Schüler des Teufels“). Die Apostelakten werden jedoch auch noch an anderer Stelle einzeln genannt.
Nach der Realenzyklopädie für protestantische Theologie und Kirche (herausgegeben 1896–1909) gehörte Leucius zur Schule des Valentin, wäre also ein Gnostiker gewesen. Nach heutigem Kenntnisstand gilt dieses Schriftencorpus jedoch eindeutig als eine Sammlung aus manichäischen Kreisen. Die frühesten Zeugnisse geben außer dem behaupteten Schülerverhältnis zu Johannes, der möglichen Autorschaft der Johannesakten und der Verbindung zum Manichäismus keine zuverlässigen historischen Informationen über die Person. Somit wird heute Leucius Charinus als Pseudonym des anonymen Schriftstellers betrachtet, der die Johannesakten verfasst hat, dessen Name später auf die gesamte Sammlung der manichäischen Apostelakten übertragen wurde.